# Limenitis nava
Limenitis nava är en fjärilsart som beskrevs av Hans Fruhstorfer 1915. Limenitis nava ingår i släktet Limenitis och familjen praktfjärilar. Inga underarter finns listade i Catalogue of Life.